# Lill-Sobbträsket
Lill-Sobbträsket är en sjö i Sorsele kommun i Lappland och ingår i Umeälvens huvudavrinningsområde. Sjön har en area på 0,602 kvadratkilometer och ligger 304,9 meter över havet.

## Delavrinningsområde
Lill-Sobbträsket ingår i det delavrinningsområde (725466-159480) som SMHI kallar för Utloppet av Lill-Sobbträsket. Medelhöjden är 348 meter över havet och ytan är 7 kvadratkilometer. Det finns inga avrinningsområden uppströms utan avrinningsområdet är högsta punkten. Vattendraget som avvattnar avrinningsområdet har biflödesordning 5, vilket innebär att vattnet flödar genom totalt 5 vattendrag innan det når havet efter 271 kilometer. Avrinningsområdet består mestadels av skog (85 procent). Avrinningsområdet har 0,65 kvadratkilometer vattenytor vilket ger det en sjöprocent på 9,3 procent.